# Aleksandr Serov (compositor)
Aleksandr Nikoláievich Serov, en cirílico: Александр Николаевич Серов (San Petersburgo, 23 de enero de 1820 - San Petersburgo, 1 de febrero de 1871), fue un compositor ruso y crítico musical. También fue el padre del pintor Valentín Serov. No sólo fue uno de los más importantes críticos en Rusia en las décadas de 1850 y 1860, sino también el compositor de ópera ruso más siginificativo entre los años de Rusalka de Dargomyzhski y las óperas tempranas de Cuí, Rimski-Kórsakov, Músorgski y Chaikovski.
Inicialmente, Serov mantuvo amistad con el crítico Vladímir Stásov, pero más adelante ambos se enemistaron por desacuerdos sobre importancia relativa de las dos óperas de Mijaíl Glinka. La admiración de Serov por Richard Wagner hizo que no le agradara el Grupo de los Cinco, en especial el joven crítico César Cui, quién, como Stásov, había estado en mejores términos con Serov anteriormente.

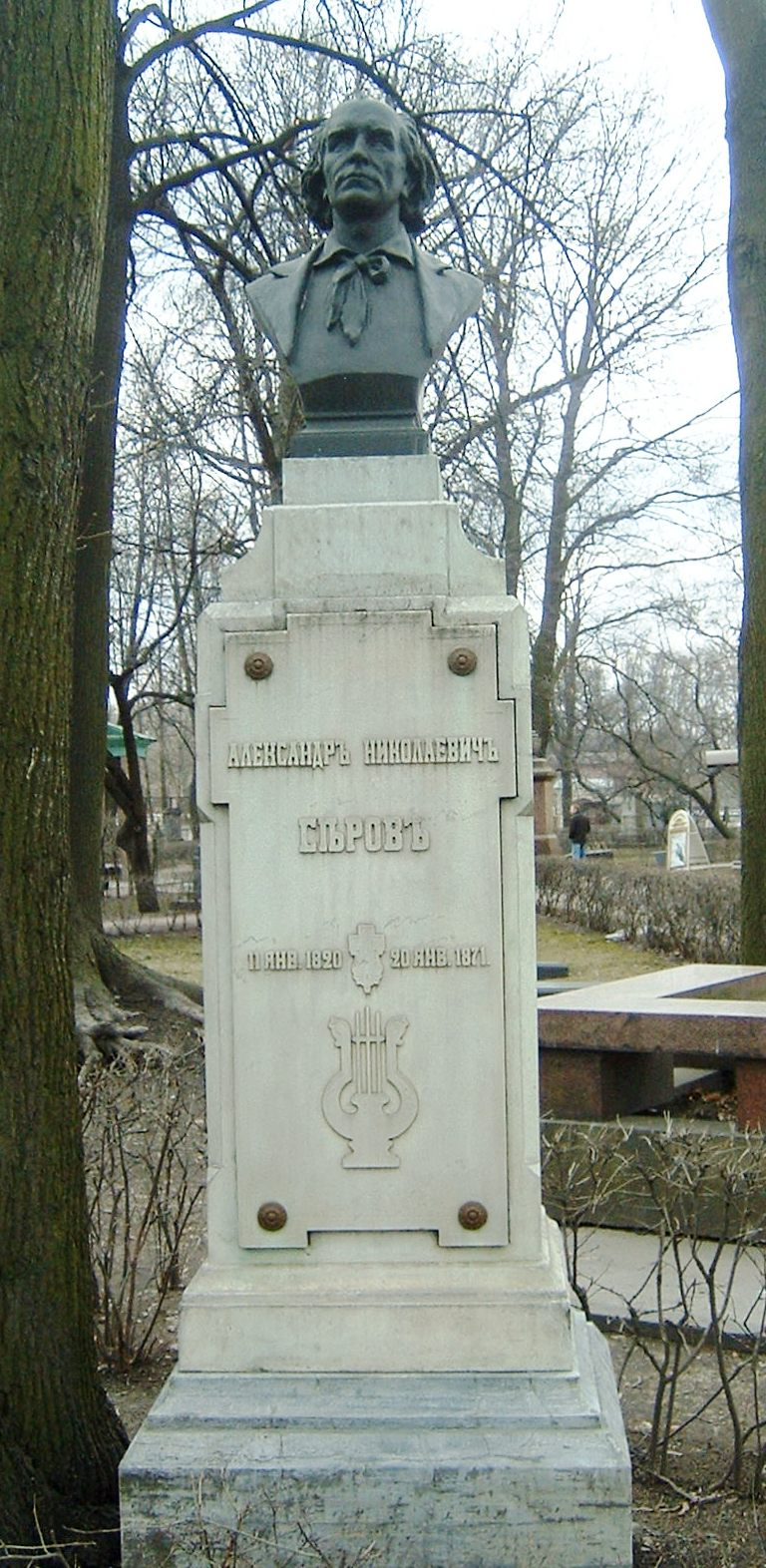
Sepulcro de Aleksandr Serov en el cementerio Tijvin en San Petersburgo.

Aunque las óperas Judith y Rogneda (véase Rogneda) de Serov fueron bastante exitosas en su época, ninguna de estas es interpretada frecuentemente en el presente. Una grabación en CD de Judith (con algunos recortes) fue hecha en 1991 por un grupo del Teatro Bolshói bajo la dirección de Andréi Chistiakov.

## Óperas
- Judith (Юдифь, 1861 - 1863)
- Rogneda (Рогнеда, 1863 - 1865)
- La fuerza del mal (Вражья сила, 1867 - 1871)